# Haffen (Rees)

Lage von Haffen in Rees

Das Ortswappen von Haffen und Mehr mit den Heiligen Lambertus und Vincentius

Haffen ist der kleinste Gemeindebezirk (Stadtteil) der rechtsrheinisch gelegenen niederrheinischen Kleinstadt Rees im Kreis Kleve, Nordrhein-Westfalen.

## Geographie
Das Gemeindegebiet ist größtenteils landwirtschaftlich strukturiert. Zu Haffen zählen die Bauerschaften Lorkenhof, Woyerhof, Bruckshof, Stoppendahl und Averforth sowie die Siedlung Mehrbruch. Der westliche Teil des Gemeindebezirkes wird durch den Rhein begrenzt, der nördliche durch das Reeser Meer, der südöstliche durch das Dorf Mehr. Durch jahrelangen Sand- und Kiesabbau entstanden um das Gemeindegebiet herum große Wasserflächen.

## Name und Geschichte
Haffen bedeutet "zum stehenden Wasser", gemeint ist das Wasser des Rheins. Das Wort ist abgeleitet vom niederdeutschen Wort "Haff". Im eigentlichen Sinn bezeichnet ein Haff (s. auch Lagune) einen an der Meeresküste durch eine Nehrung oder durch vorgelagerte Inseln getrennten Brackwasserbereich.
Zum ersten Mal wurde die Siedlung Hafti im Jahre 1031 schriftlich erwähnt. Damals gehörte die Siedlung zum Kirchspiel Renen. Der Standort der Kirche von Renen ist heute nicht genau zu lokalisieren. Man weiß, dass sie rheinnah gelegen hat und durch ein Hochwasser zerstört worden ist. Anstatt die Kirche wieder aufzubauen, entschied man sich für den Bau einer Kirche an einem höher gelegenen Standort in Hafti, in der Flur Haffenslok, und weihte die Kirche dem Schutzheiligen Lambertus, dem Bischof von Maastricht (ca. 635 – ca. 705). Im Jahr 1446 wird die Lambertus-Kirche erstmals urkundlich erwähnt. Ab dieser Zeit erscheint der Name Renen nicht mehr in den Schriftquellen.
Die ehemalige Gemeinde Haffen-Mehr des Kreises Rees wurde am 1. Januar 1975 anlässlich der nordrhein-westfälischen Gemeinde- und Kreisgebietsreform aufgeteilt. Während eine Fläche von 8,32 km2 mit 2516 Einwohnern (Mehrhoog) nach Hamminkeln umgegliedert wurde, erhielt die Stadt Rees den Hauptanteil mit 22,55 km2 und 2678 Einwohnern.

## Wappen
Das gemeinsame Wappen der Dörfer Haffen und Mehr zeigt einen Schutzschild, dessen obere Hälfte mit den beiden Schutzpatronen versehen ist: Rechts St. Lambertus (Haffen – der Bischof von Lüttich/Maastricht) und links St. Vincentius (Mehr – der Heilige Vincentius von Saragossa). Beide Heiligen haben die rechte Hand zum Schwur erhoben.
Die untere Hälfte zeigt Teile des Wappens der Grafen von Kleve, auf Rot einen silbernen Mittelschild, darüber einen goldenen Lilienzepterstern.

## Verkehr
Haffen wird durch die Landesstraße L7 und die Landstraße K7 an das Fernstraßennetz angebunden. Haffen ist an das weitverzweigte Radwegenetz Niederrhein und westliches Münsterland angebunden.

## Bauwerke, Monumente, Sehenswürdigkeiten
- Katholische Kirche St. Lambertus, 15. Jahrhundert[8]
- Haus Averforth ("Haus an der Furt", ehemalige Wasserburg und Adelssitz, 1409)
- Schloss Bellinghoven

## Sport
- Der auf Kreisebene spielende örtliche Fußballverein mit verschiedenen Jugendmannschaften heißt TuS Haffen-Mehr wurde 1970 gegründet und ist am Paradies-Stadion, Galaystraße, in Mehr beheimatet.[9]
- Laufpark "Rund um das Reeser Meer" (barrierefrei) hat auf der Wilhelmstraße in Haffen einen Startpunkt für Sportler aus Haffen und Mehr.

## Persönlichkeiten
- Heinrich Velthuysen (1771–1840), katholischer Geistlicher

## Sonstiges
- Ortsvorsteherin ist Margret Derksen, Bündnis 90/Die Grünen (Stand Oktober 2017).